# Ghetoul Oradea
Cele două ghetouri din Oradea destinate evreilor au fost înființate la 3 mai 1944, ora 17, în aceeași zi și oră cu ghetourile din principalele orașe din Transilvania de Nord, acel teritoriu transferat Ungariei în urma Dictatului de la Viena. 
Ghetoul mare din jurul Sinagogii ortodoxe a fost desemnat evreilor orădeni iar în cel mic pe malul stâng al Crișului au fost deportați evreii din provincie (localizarea celor două ghetouri pe harta atașată) . Cei aproximativ 33.000 de oameni din ghetouri au fost supuși timp de peste trei săptămâni aglomerației, foamei, torturii și intemperiilor (cei din ghetoul mic erau cazați sub cerul liber) până la deportarea cu ajutorul trenurilor la lagărul de concentrare Auschwitz între 25 mai și 3 iunie 1944.
Marea majoritate a celor deportați au fost uciși, după război întorcânduse aproximativ 2.000 de supraviețuitori.

## Preliminariile. Ocupația maghiară
Ungaria, după primul razboi mondial, a fost aliatul natural al celui de-al treilea Reich. După colapsul Imperiului austro-ungar, în 1918, regatul ungar a devenit unul dintre marii perdanți ai războiului. După o primă apropiere lipsită de succes de democrațiile occidentale și de Liga Națiunilor, pentru a rectifica ceea ce era considerat ca nedreptatea de la Trianon, la jumătatea anilor 1930, Ungaria decide să își urmeze obiectivele revizioniste în tandem cu cel de-al treilea Reich și, profitând de ocuparea de către Germania nazistă a jumătății răsăritene a Europei, va smulge teritorii din țările vecine, fără ca populațiile respective să fie întrebate. Așa a ajuns Oradea sub ocupație maghiară între 1940 și 1944.

## Zilele premergătoare ghetoizării
Ghetoizarea celor aproape 160 000 de evrei din Transilvania de Nord a fost încheiată, in linii generale, intr-o singură săptămână.  . 
Cronologia unora dintre măsurile antisemite din Oradea:
- 19 martie 1944 - Începând cu această dată, evreilor din Oradea  li se interzice să părăsească orașul, cei aflați în tranzit fiind arestați
- 5 aprilie 1944 – Instituirea obligativității purtării semnului distinctiv al stelei galbene de către evreii orădeni
- 6 aprilie 1944 – sunt întreprinse arestări masive în rândul evreilor, împreună cu sechestrarea tuturor averilor. Suma de bani pe care o poate deține un evreu este limitată la 3.000 de pengö. Au fost închise și sigilate toate magazinele evreiești, mărfurile fiind confiscate
- 3 mai 1944 - orașul este împânzit cu  sute de afișe semnate de viceprimarul de atunci, Gyapay Lászlo, care anunțau populația evreiască despre înființarea ghetoului și limitarea ieșirii pe străzi la o oră pe zi, între orele 9 și 10 dimineața. Evreii sunt somați să-și părăsească căminele, putând să ia cu ei un bagaj de maximum 50 kg de persoană.[4]

Organizarea ghetoului orădean are parte de “sprijin logistic” german. Pentru această operațiune a fost adus ofițerul  SS. Theodor Dannecker, unul dintre cei mai îndârjiți susținători ai strategiei “soluția finală”, dovedind “abilități excelente” în organizarea ghetoului din Paris și “rezolvarea problemei evreiești” în Bulgaria și Italia.
Prin înființarea ghetoului din Oradea cei 30.000 de evrei a căror părinți, bunici sau străbunici creaseră minunatele clădiri cu care se mândresc azi orădenii: Palatul Vulturul Negru, Casele Adorjan I și II, Tipografia Sonnenfeld, Palatul Ullmann, Hotelul Pac, Palatele Moskovits și Moskovits Miksa, Casa Roth, Magazinul de sticlărie și Casa Deutsch K. I., Palatul Stern, Casa Markovits-Mathézer, Casa Ertler, Casa Darvas-La Roche, Moara Emilia, Moara Adria, Moara cu aburi Lederer și Kalman, Fabrica de spirt Mor Moskovits, Tesătoria Regner si Weisz, Fabrica de blănuri Joszef Leichner, Fabrica de ghete Carmen și multe altele, erau acum siliți să se îngrămădească ca vitele în câteva clădiri sau chiar sub cerul liber.

## Viața evreilor orădeni în ghetou
Ghetoul desemnat evreilor orădeni avea o suprafață de 130 iugăre cadastrale și cuprindea zona din jurul Sinagogii ortodoxe, adică zona celui mai sărac și celui mai aglomerat cartier evreiesc. Această fâșie îngustă era cuprinsă între străzile Mezei Mihály sau Kert Utca (azi Avram Iancu), strada Capucinilor, (azi Prahovei), latura de sud a Pieței Mari (azi 1 Decembrie) și strada Liliom (azi Crinului), apoi, mai departe, strada Váradi Zsigmond (azi Kogălniceanu), și corpul de case de pe latura de est a fostei piețe de zarzavat, iar capătul ei era închis de strada Vămii (azi Sucevei).  Renumit mai apoi Ghetoul de la Oradea avea condiții de trai extrem de dificile și reguli severe, devenind al doilea ca mărime din Ungaria, după cel din Budapesta. 

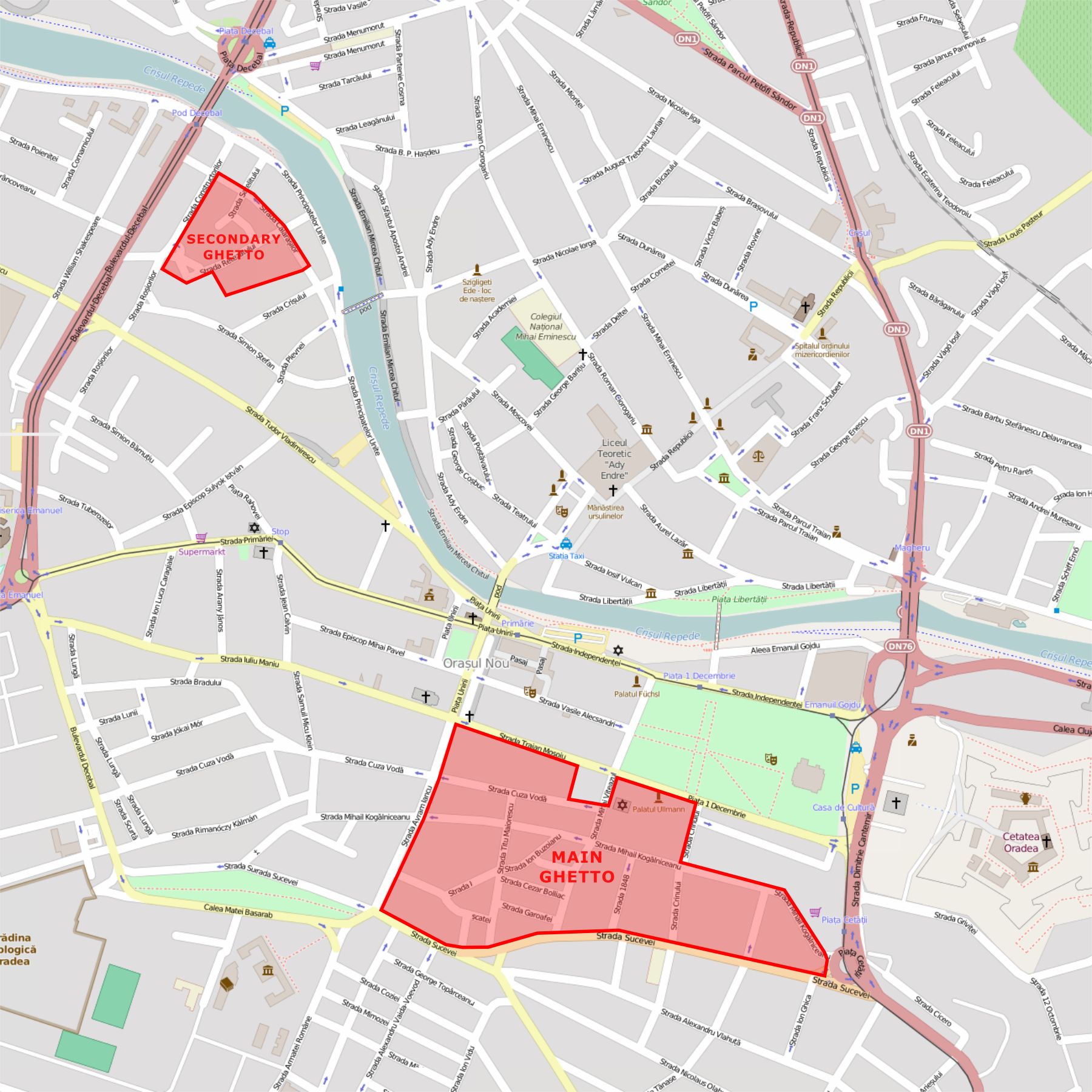
Harta ghetourilor din Oradea

                                                                                                                          Împrejmuit cu un gard de scânduri de doi metri înălțime, ghetoul a fost închis și păzit cu strictețe, ieșirea de pe teritoriul său fiind interzisă și pedepsită prin împușcarea fără avertisment.  Spatiul Ghetoului era iluminat, dar locuințele nu beneficiau de curent electric. Aprovizionarea cu alimente se facea doar săptămânal. Regulile ghetoului erau severe : 
- deșteptarea se făcea la ora 6,
- micul dejun era la 7,
- stingerea la ora 20,
- la ora stingerii, toți locuitorii ghetoului trebuiau să fie în camerele repartizate unde stăteau câte 15 persoane într-o cameră.

Un loc mut, dominat de teroare și care adăpostea o treime din populația orașului Oradea. 
Încă din primele zile s-a clarificat că sosiseră în ghetou mulți oameni săraci, cu totul nepregătiți. Ei au fost nevoiți să recurgă, încă de la început, la serviciile cantinei comunității unde, în cea de-a opta zi a internării în gheou, mâncau deja 7000 de oameni. Și pe măsură ce proviziile de alimente scădeau, numărul celor nevoiți să recurgă la cantină creștea mereu. Mulți ajunseseră în ghetou grav bolnavi, iar în acele condiții de viață vitrege, numărul celor bolnavi a început să crească mereu, mai ales din momentul în care au intrat în funcțiune camerele de tortură ale jandarmeriei, după care a pornit o avalanșă de sinucideri.

## Al doilea ghetou din Oradea, destinat populației evreiești din provincie
În Oradea a mai funcționat un al doilea ghetou mai mic, situat pe malul stâng al Crișului. Aici a fost deportată populația evreiască din provincie (orașele și satele înconjurătoare). Celor 8.000 de oameni deportați aici nu li s-a oferi spațiu de cazare, ei stând sub cerul liber. 

## Torturi ca în Evul Mediu
În strada Vámház (Sucevei), era o clădire numită "Dreher" sau monetărie, adică locul "baterii" monedelor. Numele se potrivea perfect cu ororile petrecute acolo, întrucât zilnic erau convocați acolo 100-200 de oameni pentru a li se stoarce numele prietenilor cărora le încredințaseră, eventual, valori sau pur și simplu obiecte cu valoare sentimentală. Au fost arestați toți membrii Consiliului Evreiesc: Leitner Sándor, președintele comunității evreiești ortodoxe, a fost torturat timp de 13 zile. Au încercat să-l silească – fără rezultat – să dea lista evreilor mai înstăriți. N-au fost scutite nici femeile: zile în șir au chinuit-o pe soția ziaristului BárdosLaszló, pe Steiner Puti, originară din Șimleul Silvaniei și pe soția rabinului șef de rit neolog, dr. Vajda István.

La "Dreher" răsuna fără încetare muzica pentru a acoperi țipetele de durere.

## Jurnale ale victimelor
Câțiva evrei au avut puterea să țină un jurnal în aceste zile; este cazul faimoasei fetițe de 13 ani, Éva Heyman, supranumită și Anne Frank de Oradea. Ea a ținut în zilele ghetoului un jurnal recuperat și publicat la Budapesta imediat după război. Ca și toți ceilalți din ghetou, Éva a fost deportată la Auschwitz, unde Josef Mengele mai întâi a selectat-o pentru experimentele sale criminale, dar, văzând că fetița avea picioarele umflate din cauza tifosului, a trimis-o la camera de gazare.
 De curând, în Parcul Bălcescu din Oradea s-a înălțat un monument având în centru statuia fetiței.
Un alt jurnal este cel ținut de tânăra Magda Simon, tot în timpul zilelor petrecute în ghetoul orădean, înaintea deportării la Auschwitz în care vorbește de horrorul trăit de o treime din populația orașului, cea care contribuise din plin la măreția "micii Viene". La un moment dat exclamă:
„Clopotele bat acum pentru noi.
E modul prin care Oradea, acest oraş străvechi, ne jeleşte, plânge pentru copiii ei porniţi într-o călătorie spre moarte. 
Domnul fie cu tine, Oradea!
Rămasul tău bun îmi dă putere pentru marea călătorie.
Trăiește fericit, drag oraș, îți urez din toată inima.
Și uită-ne pe noi, cei care ți-am fost loiali până la moarte.
Trăiește fericit, dacă poți, 
Iar dacă poţi, blestemat să fii!".”—Magda Simon

## Deportarea la Auschwitz – Birkenau
- 25 mai 1944 – evreii ghetoului din Oradea încep să fie evacuați. La această dată, numărul evreilor din ghetou era de 19.021. Aceștia părăseau ghetoul pe Strada Vămii – (actuala Str. Sucevei) și intrau în Parcul Rhedey (actualul Parc Bălcescu), punctul de plecare. Între 25 mai și 3 iunie 1944, au fost ridicați în mod planificat, zilnic câte 2.500-3.000 de evrei. Probabil că destinația adevărată o aflau pe drum.
- După o călătorie de 4 zile erau predați germanilor din Kosice, și duși mai departe în lagărele de exterminare de la Auschwitz-Birkenau. Ajunși aici, doar aproximativ 10% din cei sosiți sunt selecționați – temporar – pentru muncă, restul sunt imediat gazați și arși. Evreii din Oradea au fost nimiciți spre sfârșitul perioadei de funcționare a Auschwitz-ului.
- După război s-au întors în Oradea aproximativ 2.000 de supraviețuitori ai lagărelor și ai detașamentelor de muncă, trimise încă în anii anteriori în Ucraina. În prezent, comunitatea evreiască orădeană numără aproximativ 800 de persoane.[14]

## Listă parțială a orădenilor uciși la Auschwitz
Listele cu numele celor deportați au fost distruse de autoritățile fasciste maghiare. După război s-au străns numele unora dintre cei uciși, fiind astfel întocmită o listă parțială publicată la Tel Aviv într-o carte în maghiară in 1981, apoi tradusă in engleză. 

## Legături externe
- A Tegnap Varosa: A nagyvaradi zsidosag emlekkonyve, Editors: Dezso Schon et al, Tel-Aviv, 1981, (maghiară): http://yizkor.nypl.org/index.php?id=2165 Arhivat în 8 octombrie 2017, la Wayback Machine.

și versiunea tradusă în engleză: 
- The City of Yesterday: Memorial Book of the Jews of Nagyvarad (Oradea, Romania), Translator and Project Coordinator: Susan Geroe- https://www.jewishgen.org/yizkor/Oradea/oradea.html.

## Vezi și
- Holocaustul evreilor transilvăneni
- Transilvania de Nord
- Éva Heyman
- Holocaustul în România